# Station Brandon
Brandon is een spoorwegstation van National Rail in Brandon, Breckland in Engeland. Het station is eigendom van Network Rail en wordt beheerd door Greater Anglia. 